# Яковлев, Андрей Владимирович
Андре́й Влади́мирович Я́ковлев (укр. Андрій Володимирович Яковлєв; род. 2 апреля 1971, Ворошиловград, Украинская ССР, СССР) — украинский кинорежиссёр, сценарист и продюсер, был автором и капитаном команды КВН «Ворошиловские стрелки» (Луганск), автор Студии «Квартал-95».

## Биография
Родился 2 апреля 1971 года в Ворошиловграде.
Окончил Луганский государственный педагогический университет, специальность — учитель истории и обществоведения.
В 2008 году окончил Всероссийский государственный институт кинематографии (мастерская А. Э. Бородянского), специальность — кинодраматургия.
Автор и капитан команды «Ворошиловские стрелки» (Луганск) в её составе сыграл 7 игр в Высшей лиге, а в 1994 году команда «Ворошиловские стрелки» дошла до финала, играл в «Запорожье-Кривой Рог-Транзит»)
Работал на ТВ-6.
Редактор Первой лиги Международного союза КВН с 2003 по 2005 год.
Писал сценарии для телепередач «В субботу вечером», «Амба ТВ». Сценарист сериалов «Театральные истории», «Моя прекрасная няня», «Люба, дети и завод…», «Кто в доме хозяин?». На двух последних работал и главным редактором.
В 2007 году его приглашает «Студия Квартал-95», осенью 2007 года он формирует авторскую группу «КиноКвартал».

## Личная жизнь
Жена Наталья Валерьевна, дочь Александра и сын Иван.

## Фильмография

### Роли в кино
- 2011 — Сваты 5 — режиссёр съёмочной группы
- 2011 — Байки Митяя — Кукса

### Режиссёр
- 2002 — Видимские истории Павлика
- 2009 — Сваты 2
- 2009 — Сваты 3
- 2010 — Сваты 4
- 2011 — Сваты 5
- 2013 — Сваты 6
- 2016 — Родственнички
- 2019 — Папик
- 2021 — Папик 2
- 2021 — Сваты 7

### Сценарист
- 2004—2006 — Моя прекрасная няня
- 2005 — Туристы
- 2006 — Солдаты 10
- 2006—2007 — Кто в доме хозяин?
- 2006 — Братья по-разному
- 2007 — Солдаты 11
- 2007 — Солдаты 12
- 2008 — Ванька Грозный
- 2008 — Сваты
- 2009 — Сваты 2
- 2009 — Сваты 3
- 2009 — Любовь в большом городе[5] (Автор идеи, диалоги)
- 2010 — Сваты 4
- 2010 — Любовь в большом городе 2 (Автор идеи, диалоги)[6]
- 2010 — Новогодние сваты
- 2011 — Байки Митяя
- 2011 — Сваты 5
- 2012 — Ржевский против Наполеона
- 2012 — 8 первых свиданий
- 2013 — Сваты 6
- 2013 — Между нами, девочками
- 2014 — Ищу жену с ребёнком
- 2014 — Любовь в большом городе 3
- 2015 — 8 новых свиданий (и идея)
- 2015 — Слуга народа
- 2016 — 8 лучших свиданий
- 2019 — Папик (и идея)
- 2020 — 100 тысяч минут вместе
- 2021 — Папик 2 (и идея)

### Продюсер
- 2008 — Сваты (креативный)
- 2009 — Сваты 2
- 2009 — Сваты 3
- 2010 — Сваты 4
- 2010 — Новогодние сваты
- 2011 — Служебный роман. Наше время[7]
- 2011 — Сваты 5
- 2011 — Девичья охота
- 2011 — Папаши
- 2011 — Чемпионы из подворотни
- 2012 — Ржевский против Наполеона
- 2012 — 8 первых свиданий
- 2012 — Я буду рядом
- 2013 — Сваты 6
- 2014 — Ищу жену с ребёнком
- 2014 — Любовь в большом городе 3
- 2015 — Слуга народа
- 2019 — Папик
- 2020 — 100 тысяч минут вместе
- 2021 — Папик 2
- 2021 — Сваты 7

## Награды
- Телетриумф в 2010 году за фильм «Сваты»[8].